# Upplands runinskrifter 59
Upplands runinskrifter 59 är en vikingatida runristning i en berghäll av gnejsgranit i Riksby, Bromma församling, Stockholm och Stockholms kommun. Ristningsytan är 1,07 meter hög och 1,02 meter bred. Runslingans bredd är 12-14 centimeter. Slingan är cirkelformad och cirka 1 meter i diameter. U 59 finns ristad i samma berghäll som U 58.
U 58 och U 59 upptäcktes av bärplockande barn 1904. Troligen har ristningarna varit täckta under flera hundra år av jord och mossa.

## Inskriften
Translitterering av runraden:
neistr : lit : rista : runaʀ : þisa : ebti · faþur sein : fasta : olf : aik
Normalisering till runsvenska:
Næstr(?) let rista runaʀ þessaʀ æptiʀ faður sinn Fasta olf aik.
Översättning till nusvenska:
Näst lät rista dessa runor efter sin fader Faste ...
Slutet på ristningen kan tolkas som "Ulv högg" eller en otymplig omskrivning av "Fastulv".